# Симіон Буґічі
Симіон Буґічі (рум. Simion Bughici; *25 грудня 1914, Ясси, Румунське королівство — †1 лютого 1997, Бухарест) — румунський державний діяч, міністр закордонних справ Соціалістичної Республіки Румунія (1952-1955).

## Біографія
У 1933 вступив в Комуністичну партію Румунії. Працював на ткацькій фабриці «Адріана», входив до керівництва низки регіональних партійних комітетів.
Під час Другої світової війни був ув'язнений у концтаборі Вапнярка в МАРСР. У 1944 зумів втекти.
- 1945 — секретар обкому РКП Молдови;
- 1946 — секретар регіонального комітету РКП Брашова;
- 1947 — інструктор ЦК РКП;
- 1948 — завідувач кадровим відділом Румунської робітничої партії;
- 1949-1952 — Посол Румунії в СССР і в Фінляндії і Монголії (за сумісництвом);
- 1952-1955 — Заступник прем'єр-міністра, міністр закордонних справ;
- 1955-1957 — Заступник прем'єр-міністра Румунської Народної Республіки;
- 1957-1961 — Заступник завідувача економічним відділом ЦК Румунської робітничої партії;
- 1961-1965 — Інструктор ЦК Румунської робітничої партії;
- 1965-1969 — Голова правління споживчого союзу (CENTROCOOP) Румунія,
- 1969-1974 — Заступник президента Центральної партійної колегії (Colegiului Central de Partid), контрольного органу РКП.

Кандидат в члени ЦК РКП (1950-1974), член Центральної ревізійної комісії (1974-1979), депутат Великих Національних Зборів Соціалістичної Республіки Румунії (1975-1979).

## Нагороди та звання
Був нагороджений орденом Зірки Румунії 1-го (1971) і 2-го ступенів (1948), орденами Праці 1-го (1955 і 1954) і 2-го (1948) ступенів, орденом «Апераря Патрі» (1948), орденами «23 серпня» 1-го (1964) і 2-го ступенів (1959), орденом Тудора Владимиреску 2-го ступеня (1966).